# Xun Guan
Xun Guan (303–?) va ser una guerrera i general xinesa que va viure durant la dinastia Jin i que va dirigir un grup de soldats a la batalla als tretze anys. Com a filla del governador de Xiangyang, es diu que va trencar les línies enemigues per reunir reforços i evitar que la ciutat de Xiangyang fos envaïda.

## Vida i llegat

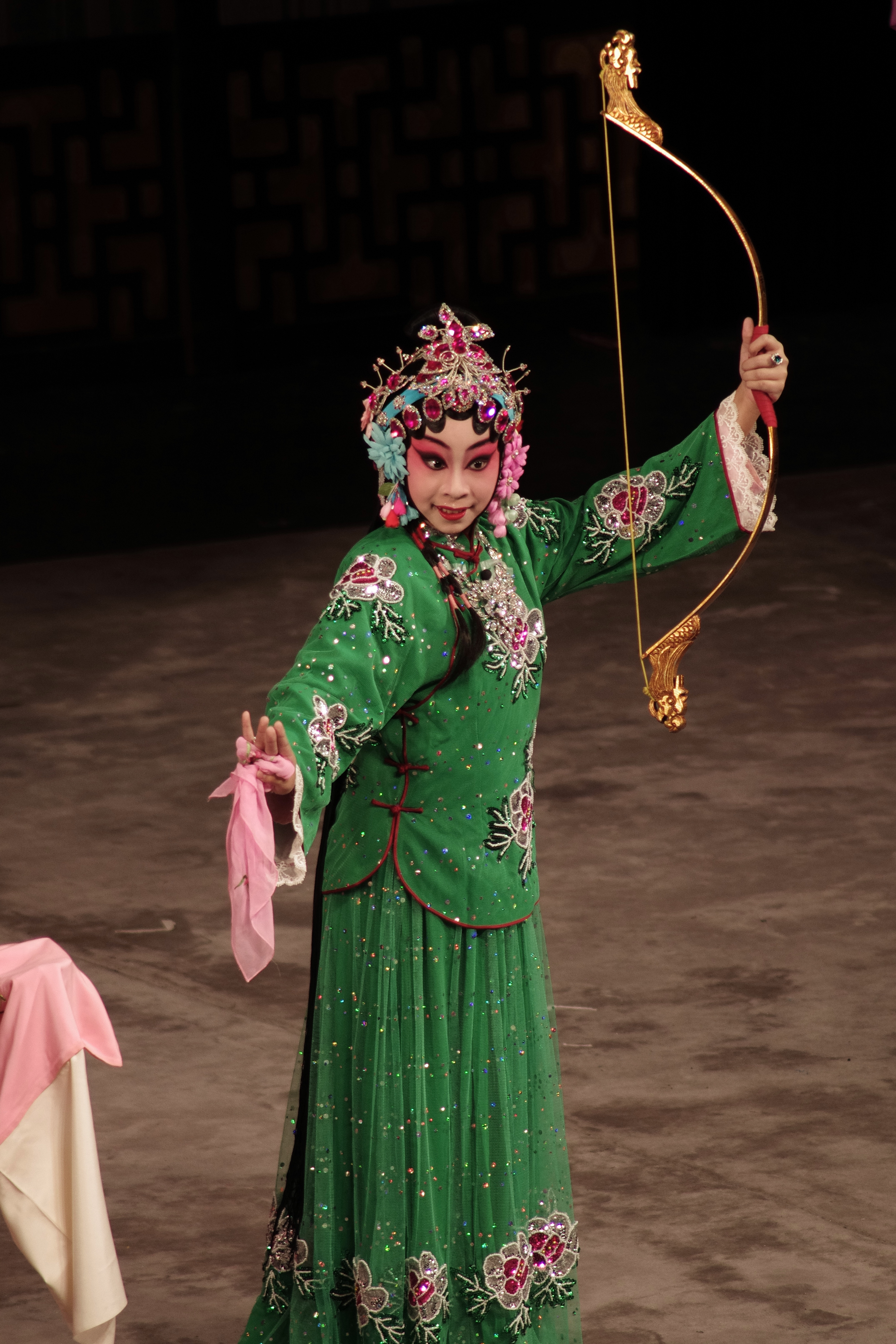
Xun Guan interpretada per una actriu d'onze anys de l'Òpera de Pequin durant una obra de 2015 al Teatre Tianchan, Shanghai, Xina.

Xun Guan va viure durant la dinastia Jin occidental (265–316 dC) i era filla de Xun Song (荀崧), el governador de Xiangyang, que descendia de Xun Yu, un conseller del senyor de la guerra de la dinastia Han Cao Cao. durant una revolta, un exèrcit de 2000 homes sota les ordres del governador Du Zeng va envoltar la ciutat amb soldats, intentant envair la ciutat i enderrocar a Xun Song. Mentre defensaven la ciutat, les provisions van disminuir fins al punt que es necessitaven més reforços per fer front a l'atac. Com que la ciutat estava envoltada, l'única opció era que un grup trenqués les línies enemigues i viatgés a la propera ciutat de Pingnan per demanar ajuda. Sense ningú disposat a assumir la tasca, Xun Guan, de 13 anys, que era experta en arts marcials, es va oferir voluntària per al paper, tot i que el seu pare s'hi mostrà reaci. Amb un petit grup de soldats, Xun Guan va esperar a la nit es va esmunyir per un forat entre els campaments enemics per tal travessar de les línies del setge.
Després d'arribar a Pingnan, es va reunir amb un aliat del seu pare, el general Shi Lan, que dubtava que les seves tropes fossin prou nombroses per ajudar. Li va suggerir que demanés ajuda addicional al general Zhou Fang, un líder d'una altra ciutat, escrivint-li una carta sol·licitant tropes. El general Zhou va acceptar la petició i, juntament amb el general Shi Lan, van viatjar de tornada a Xiangyang per a presentar la batalla. A la seva arribada, el governador va començar a atacar el front de l'enemic mentre Xun Guan i els soldats dels generals atacaven des de la rereguarda. L'exèrcit de Du Zeng es va veure aclaparat i obligat a retirar-se i el governador va proclamar la victòria.

La seva història apareix narrada en la biografia del seu pare a la Història de la Dinastia Jin. Ha passat a la història com a una dona capaç de mostrar un gran heroisme en unes circumstàncies extremes, un recurs que es dona de manera habitual en la història xinesa (el cas més famós del qual és la soldat Hua Mulan) tot i el paper restringit a la llar que té la dona en la societat xinesa tradicional.